# Рисове (Приморський край)
Рисове (рос. Рисовое) — село у Анучинському районі Приморському краю Російської Федерації.
Муніципальне утворення — Анучинський муніципальний округ. Населення становить 466 осіб.

## Історія
Згідно із законом від 6 грудня 2004 року № 177-КЗ у 2004—2019 роках муніципальним утворенням було Гражданське сільське поселення.

## Населення
| 1915 | 2001 | 2002 | 2010 |
| ---- | ---- | ---- | ---- |
| 862  | ↘548 | ↘500 | ↘466 |